# 谷中真二
谷中 真二（たになか しんじ、1973年5月15日 - ）は、大阪府阪南市出身の元プロ野球選手（投手）。右投右打。

## 経歴

### プロ入り前
泉州高等学校から小西酒造へ進み、1995年にエースとしてチーム22年ぶりの都市対抗野球に出場。初戦で先発し、和田一浩（神戸製鋼所属、補強選手）とバッテリーを組み、勝利投手となる。翌年はチームは予選で敗れたものの、今度は谷中が神戸製鋼の補強選手に選出され、和田と前年に続けてバッテリーを組み、プリンスホテルを相手に7回コールドながら完封勝利。1996年度ドラフト会議にて西武ライオンズから3位指名を受け、入団。ドラフト指名した当日は、酒蔵で樽の中に醸造中の酒の様子を確認するために梯子に登っている谷中に、同僚が西武の指名を伝える場面がテレビで映された。なお、和田も続く西武4位で指名され、晴れて同期入団となった。

### 西武時代
1999年シーズンは、新入団したマスコミ陣に囲まれる当時同僚の松坂大輔を捲く影武者として谷中が一役買った。同年は8試合に登板。4試合で先発を任されたが、結果は出なかった。
2000年シーズンはオープン戦好調で開幕2戦目の先発に抜擢されるも、連続ノックアウトでその後はブルペンに回り、主にビハインドの展開を中心に自己最多の32試合に登板した。
2001年シーズンは開幕から一軍での登板がなく、シーズン途中に平尾博司とのトレードで阪神タイガースへ移籍。背番号は1。埼玉県出身の平尾とは共に里帰りトレードとなった。

### 阪神時代
途中入団ながら先発ローテーションに定着し、チーム最多の4完投及びチーム最多タイの2完封(いずれもヤクルトスワローズ戦)を含む、自己最多の7勝を挙げた。野村克也監督からは「谷中は度胸のある内角攻めが持ち味だ」と評価された。事実、この年与えた14与死球はセ・リーグ最多であった。
2002年は当初先発だったが中盤からは中継ぎにシフトした。自己最多の41試合に登板し、うち11試合で先発登板、最終成績は5勝8敗、防御率3.43だった。
2003年は29試合の登板で先発はわずか1試合だけ、3勝3敗、防御率は5.88と成績が大幅に悪化。チームは18年ぶりのリーグ優勝を果たしたが、日本シリーズの出場有資格者40人にも選ばれなかった。同年のシーズンオフに牧野塁・葛城育郎とのトレードで斉藤秀光と共にオリックス・ブルーウェーブへ移籍。

### オリックス時代
2004年シーズンは投手陣が崩壊する状況において中継ぎを中心に24試合に登板。5試合で先発を任されたが1勝4敗、防御率7.20と結果を残せなかった。

### 楽天時代
2005年は球団合併・分配ドラフトを経て東北楽天ゴールデンイーグルスに入団。背番号は20。21試合に登板し、勝敗なし、防御率8.17だった。
2006年は阪神時代の恩師・野村克也が監督に就任。プロ初ホールドを挙げるものの、20試合で防御率も5点台と期待に応えられなかった。
2007年はわずか2試合の登板に終わり、10月に戦力外通告を受け、退団。現役続行を希望し、7年ぶりに古巣の西武に復帰した。

### 西武復帰
2008年、西武復帰後初登板となった4月10日のロッテ戦では2回を投げるも、里崎智也、大松尚逸、ホセ・オーティズに3者連続本塁打を浴びるなど3失点を喫し、二軍へ降格。8月19日に再度一軍へ昇格してからは安定感を発揮し、10試合に登板して1失点、シーズンを通しての防御率は2.77だった。10月19日にはクライマックスシリーズで初登板すると2四死球を出したものの無失点に抑えた。同年の日本シリーズでは第3戦と第5戦の計2試合に敗戦処理で登板し、第5戦では2/3回を1安打1死球で1失点を喫した。
2009年はわずか2試合、翌2010年シーズンも8試合しか登板できず、同年のシーズンオフに戦力外通告を受け、現役を引退。11月4日に任意引退選手公示され、翌5日に打撃投手として球団スタッフに就任すると発表された。

### 引退後
引退した翌2011年から2015年まで打撃投手、その後は二軍スコアラー兼打撃投手を務めていた。2019年シーズンからスコアラーとして16年ぶりに阪神タイガースに復帰した。

## 選手としての特徴・人物
インコースを攻め込む強気の投球が持ち味で、先発も中継ぎもこなせるタフネスさが魅力。真っスラ（カットボール）を武器としており、真中満が苦手にしていたという。
楽天時代の横浜戦で、村田修一への肩付近への死球が危険球と判定され、野村監督は猛抗議し、谷中も激昂してグラブを投げつけていた。
お笑い芸人のたむらけんじとは小中学校の同級生であり、軟式ではバッテリーを組んでいた(たむらがキャッチャー)。

## 詳細情報

### 年度別投手成績
| 年 度      | 球 団      | 登 板 | 先 発 | 完 投 | 完 封 | 無 四 球 | 勝 利 | 敗 戦 | セ 丨 ブ | ホ 丨 ル ド | 勝 率 | 打 者 | 投 球 回 | 被 安 打 | 被 本 塁 打 | 与 四 球 | 敬 遠 | 与 死 球 | 奪 三 振 | 暴 投 | ボ 丨 ク | 失 点 | 自 責 点 | 防 御 率 | W H I P |
| ---------- | ---------- | ----- | ----- | ----- | ----- | -------- | ----- | ----- | -------- | ----------- | ----- | ----- | -------- | -------- | ----------- | -------- | ----- | -------- | -------- | ----- | -------- | ----- | -------- | -------- | ------- |
| 1997       | 西武       | 14    | 0     | 0     | 0     | 0        | 1     | 1     | 0        | --          | .500  | 112   | 25.0     | 29       | 2           | 10       | 1     | 1        | 11       | 1     | 0        | 13    | 13       | 4.68     | 1.56    |
| 1998       | 西武       | 6     | 1     | 0     | 0     | 0        | 1     | 0     | 0        | --          | 1.000 | 65    | 15.2     | 15       | 3           | 5        | 0     | 0        | 9        | 0     | 0        | 5     | 5        | 2.87     | 1.28    |
| 1999       | 西武       | 8     | 4     | 0     | 0     | 0        | 1     | 2     | 0        | --          | .333  | 108   | 26.2     | 21       | 3           | 10       | 0     | 1        | 9        | 0     | 0        | 12    | 12       | 4.05     | 1.16    |
| 2000       | 西武       | 32    | 2     | 0     | 0     | 0        | 2     | 2     | 0        | --          | .500  | 234   | 55.1     | 45       | 5           | 26       | 1     | 3        | 24       | 2     | 0        | 32    | 20       | 3.25     | 1.28    |
| 2001       | 阪神       | 25    | 14    | 4     | 2     | 0        | 7     | 3     | 0        | --          | .700  | 462   | 109.1    | 101      | 11          | 36       | 0     | 14       | 43       | 4     | 1        | 41    | 39       | 3.21     | 1.25    |
| 2002       | 阪神       | 41    | 11    | 1     | 1     | 0        | 5     | 8     | 0        | --          | .385  | 435   | 102.1    | 110      | 9           | 27       | 2     | 10       | 59       | 2     | 0        | 41    | 39       | 3.43     | 1.34    |
| 2003       | 阪神       | 29    | 1     | 0     | 0     | 0        | 3     | 3     | 0        | --          | .500  | 160   | 33.2     | 44       | 8           | 19       | 2     | 3        | 17       | 2     | 0        | 23    | 22       | 5.88     | 1.87    |
| 2004       | オリックス | 24    | 5     | 0     | 0     | 0        | 1     | 4     | 0        | --          | .200  | 290   | 55.0     | 87       | 7           | 34       | 1     | 7        | 24       | 1     | 1        | 55    | 44       | 7.20     | 2.20    |
| 2005       | 楽天       | 21    | 0     | 0     | 0     | 0        | 0     | 0     | 0        | 0           | ----  | 137   | 25.1     | 44       | 3           | 15       | 0     | 2        | 11       | 1     | 1        | 26    | 23       | 8.17     | 2.33    |
| 2006       | 楽天       | 20    | 0     | 0     | 0     | 0        | 0     | 2     | 0        | 2           | .000  | 124   | 26.1     | 33       | 3           | 15       | 1     | 6        | 12       | 2     | 0        | 16    | 15       | 5.13     | 1.82    |
| 2007       | 楽天       | 2     | 0     | 0     | 0     | 0        | 0     | 0     | 0        | 0           | ----  | 20    | 3.0      | 9        | 1           | 1        | 0     | 1        | 2        | 0     | 0        | 6     | 6        | 18.00    | 3.33    |
| 2008       | 西武       | 11    | 0     | 0     | 0     | 0        | 0     | 0     | 0        | 0           | ----  | 56    | 13.0     | 14       | 3           | 3        | 0     | 3        | 11       | 1     | 0        | 4     | 4        | 2.77     | 1.31    |
| 2009       | 西武       | 2     | 0     | 0     | 0     | 0        | 0     | 0     | 0        | 0           | ----  | 25    | 4.0      | 11       | 1           | 2        | 0     | 0        | 1        | 0     | 0        | 6     | 6        | 13.50    | 3.25    |
| 2010       | 西武       | 8     | 0     | 0     | 0     | 0        | 0     | 0     | 0        | 0           | ----  | 40    | 7.1      | 9        | 1           | 10       | 0     | 1        | 3        | 0     | 0        | 6     | 6        | 7.36     | 2.60    |
| 通算：14年 | 通算：14年 | 243   | 38    | 5     | 3     | 0        | 21    | 25    | 0        | 2           | .457  | 2268  | 502.0    | 572      | 60          | 213      | 8     | 52       | 236      | 16    | 3        | 286   | 254      | 4.55     | 1.56    |

- 各年度の太字はリーグ最高

### 記録
- 初登板：1997年4月24日、対オリックス・ブルーウェーブ6回戦（グリーンスタジアム神戸）、7回裏1死に4番手で救援登板・完了、1回2/3を無失点
- 初奪三振：同上、7回裏に小川博文から
- 初勝利：1997年7月13日、対千葉ロッテマリーンズ15回戦（札幌市円山球場）、5回表1死に2番手で救援登板、1回2/3を無失点
- 初先発・初先発勝利：1998年10月9日、対オリックス・ブルーウェーブ26回戦（西武ドーム）、7回1/3を1失点
- 初完投勝利・初完封勝利：2001年7月31日、対ヤクルトスワローズ17回戦（阪神甲子園球場）
- 初ホールド：2006年5月12日、対中日ドラゴンズ1回戦（ナゴヤドーム）、7回裏1死に4番手で救援登板、1回1/3を1失点

### 背番号
- 15 （1997年 - 2001年途中）
- 1 （2001年途中 - 2003年）
- 16 （2004年）
- 20 （2005年 - 2007年）
- 69 （2008年）
- 57 （2009年 - 2010年）
- 05 （2010年 - 2015年）※打撃投手